# Monotropsis
Monotropsis es un género con tres especies de plantas  perteneciente a la familia Ericaceae.

## Taxonomía
El género fue descrito por Schwein. ex Elliott y publicado en A Sketch of the Botany of South-Carolina and Georgia 1(5): 478–479. 1817. La especie tipo es:  Monotropsis odorata Schwein. ex Elliott. 

## Especies
- Monotropsis lehmaniae
- Monotropsis odorata
- Monotropsis reynoldsiae